# Нерол
Нерол — спирт, представитель терпеноидов, родственный мирцену. Является цис-изомером гераниола.
Нерол C10H18O состоит из двух форм:
- I — α-форма: α-(цис-3,7-диметил-2,7-октадиен-1-ол)
- II — β-форма: β-(цис-3,7-диметил-2,6-октадиен-1-ол)

## Свойства
Бесцветная жидкость с нежным запахом розы. Растворяется в этаноле, малорастворим в воде. Пороговая концентрация в атмосфере 1,45⋅10−9 г/л
Химические свойства обусловлены наличием двойной связи и первичной спиртовой группы и не отличаются от свойств аналогичных соединений (алкенов и первичных спиртов).

## Нахождение в природе
Нерол содержится в неролиевом, розовом, бергамотном, иланг-иланговом эфирных маслах.

## Способы получения
Нерол в основном получают из эфирных масел, а также химическим способом:
- изомеризацией гераниола в присутствии щелочи или триизопропилалюминия
- селективным гидрированием цитраля
- изомеризацией линалоола в присутствии ванадиевых катализаторов
- стереоселективной теломеризацией изопрена в присутствии металлоорганических соединений (например, бутиллития). Синтез проходдит в 4 стадии: 1) получение N,N-диэтилнериламина реакцией изопрена с диэтиламином в присутствии бутиллития; 2) замена диэтиламиногруппы на хлор (получение нерилхлорида) действием этилового эфира хлормуравьиной кислоты; 3) нуклеофильный обмен хлора на ацетокси-группу - получение уксуснокислого эфира нерола действием ацетата калия в присутствии 18-крауна-6; 4) омыление нерилацетата спиртовой щёлочью. Такой способ синтеза интересен тем, что на первой стадии связывание остатков изопрена происходит аналогично биогенезу изопреноидов.

От гераниола отделяется обработкой хлоридом кальция, с которым только гераниол образует кристаллическое соединение.

## Применение
Нерол принадлежит к душистым веществам, используется для составления парфюмерных композиций, ароматизации мыла и моющих средств. Используется также в синтезе других душистых веществ (цитраля, сложных эфиров).